# Alycia Debnam-Carey

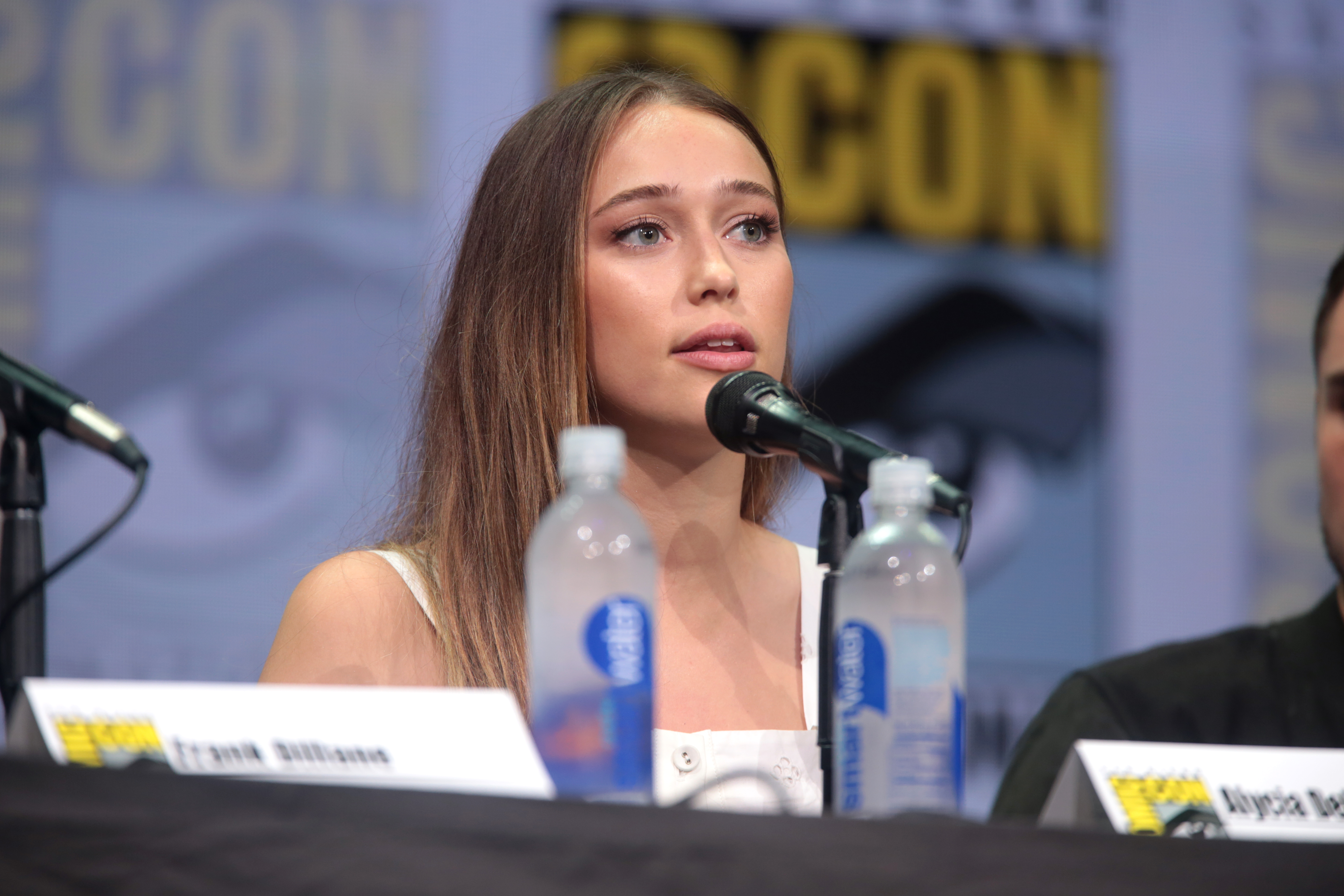
Alycia Debnam-Carey podczas Comic-Conu (2017)

Alycia Jasmin Debnam-Carey (ur. 20 lipca 1993) – australijska aktorka. Wystąpiła w roli Lexy w serialu The 100 i Alicii Clark w serialu Fear the Walking Dead .

## Życiorys
Urodzona 20.07.1993 w Sydney. Do 2011 roku uczęszczała do Newtown High School of the Performing Arts. Zdawała 6 egzaminów końcowych – HSC – gdzie uzyskała najlepsze wyniki (tak zwane – top bands) tym samym znalazła się w grupie najwybitniejszych uczniów w Australii. Wśród zdawanych przez nią przedmiotów znalazły się: Angielski zaawansowany, dodatkowy rozszerzony kurs angielskiego, historia współczesna, aktorstwo, muzyka, sztuki plastyczne. Otrzymała również nagrodę Premiera, za uzyskanie 90 pkt. wyników z 6 egzaminów (maksymalnie można zdobyć 100). Przez 10 lat ćwiczyła grę na perkusji. W jednym z wywiadów wyznała, że niewiele brakowało, by poszła do Konserwatorium Muzycznego w Sydney.

## Kariera

### Początki kariery
Przygoda Alycii z aktorstwem rozpoczęła się, gdy miała 8 lat. W 2003 zagrała w filmie Martha’s New Coat, wystąpiła też w australijskim serialu McLeod’s Daughters (2008). W 2008 roku powstały dwa filmy z jej udziałem: Dream Life oraz Jigsaw Girl. W 2010 roku dostała rolę w serialu Resistance jednak ostatecznie nie został on wydany.

### 2012 – 2013: Los Angeles
Pierwszy raz odwiedziła LA w wieku 18 lat. Wyjazd związany był z udziałem w dokumencie Next Stop Hollywood. Przedstawiał on losy młodych, australijskich aktorów, którzy stawiali swoje pierwsze kroki w Hollywood, brali udział w castingach (trwało to 6 tyg)
Już po 2 tygodniach pobytu w LA starała się o rolę w Pamiętnikach Carrie (The CW). Znalazła się na liście głównych kandydatów do serialu, ale ostatecznie straciła rolę, na rzecz AnnySophii Robb. Niedługo później otrzymała propozycję zagrania głównej roli w The Devil's Hand. W ostatnim tygodniu kręcenia Next Stop Hollywood była już Północnej Karolinie, gdzie rozpoczęły się prace nad The Devil's Hand.

### 2014-2015: The 100, Fear The Walking Dead
W 2014 zagrała Kaitlyn Johnston w Into The Storm. Wystąpiła też w pilocie serialu Galyntine (AMC) jednak stacja ostatecznie zrezygnowała z produkcji.
Rok 2015 można uznać za przełomowy dla Debnam-Carey. Otrzymała wtedy rolę w post-apokaliptycznym serialu The 100 (The CW). Zagrała postać Komandor Lexy, przywódczyni 'Ziemian'. Szybko zyskała wielu fanów i choć początkowo miała wystąpić tylko w 2 sezonie (6 odcinków), podczas San Diego Comic Con International ogłoszono, że powróci w sezonie 3 (7 odcinków). Zakończenie wątku postaci wywołało wiele kontrowersji, a sam serial zaliczył spory spadek w oglądalności.
Niedługo przed rozpoczęciem pracy nad drugim sezonem The 100, Debnam-Carey otrzymała rolę Alicii Clark w Fear the Walking Dead. Pierwsze zdjęcia z planu pojawiły się 11 maja 2015 (Vancouver) w następnych miesiącach ekipa przeniosła się do Los Angeles. Pilot serialu został wyemitowany 23 sierpnia 2015 roku. Początkowo zamówione zostały dwa sezony (pierwszy 5 odcinków, drugi 15). 4 kwietnia 2016 pojawiła się informacja, że stacja przedłużyła serial o kolejne 16 odcinków. W styczniu 2017 roku, na Półwyspie Kalifornijskim (Meksyk) ruszyły prace nad sezonem 3.
Alycia zagrała też główną rolę w niemieckim horrorze Friend Request. Premiera filmu w Niemczech odbyła się 7 stycznia 2016 roku, w USA ma zadebiutować w 2017 r.
W 2016 roku otrzymała rolę w komedii Marji-Lewis Ryan, Liked. Film jest na etapie postprodukcji.

## Filmografia

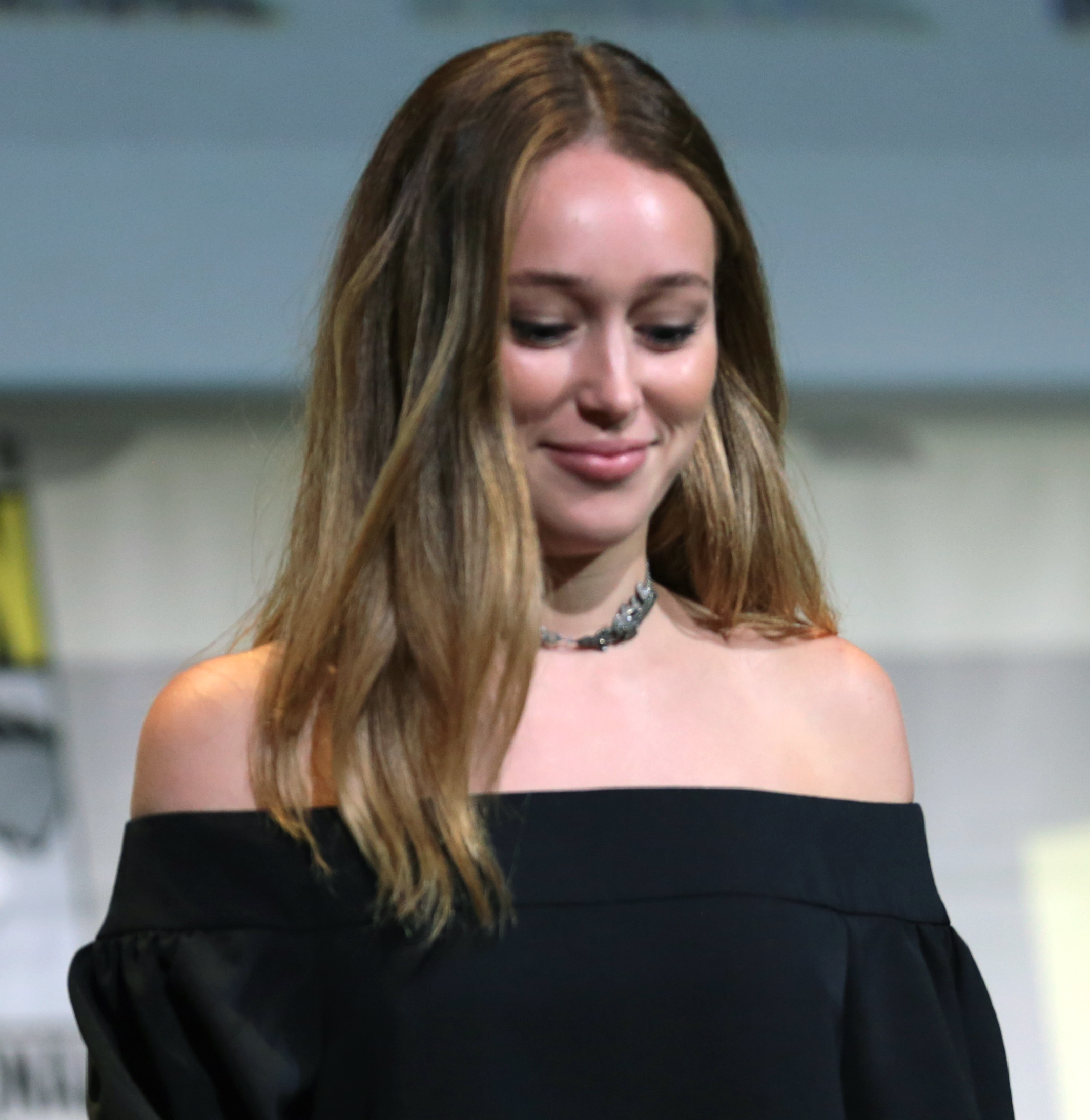
Alycia Debnam-Carey w 2016

### Film
- 2003 – Martha's New Coat jako Elsie
- 2008 – Jigsaw Girl jako Caitlyn
- 2010 – At the Tattooist jako Jane
- 2011 – The Branch jako Mia
- 2014 – Into the Storm jako Kaitlyn Johnston
- 2014 – The Devil's Hand jako Mary
- 2016 – Friend Request jako Laura Woodson
- 2019 - A Violent Separation jako Frances Campbell

### Telewizja
| Rok     | Tytuł                 | Rola            | Uwagi        |
| ------- | --------------------- | --------------- | ------------ |
| 2006    | McLeod's Daughters    | Chloe Sanderson | 1 odcinek    |
| 2008    | Dream Life            | Cassie          |              |
| 2010    | Dance Academy         | Mia             | 1 odcinek    |
| 2013    | Next Stop Hollywood   | Jako ona sama   | 6 odcinków   |
| 2014    | Made in Hollywood     | Jako ona sama   | 1 odcinków   |
| 2014-20 | The 100               | Lexa            | 2-4, 7 sezon |
| od 2015 | Fear the Walking Dead | Alicia Clark    | Główna rola  |